# 프로페셔널 라이브 액션
프로페셔널 라이브 액션(PLA)은 대한민국의 프로레슬링 단체이다. 타 단체인 한국 프로레슬링 연맹과 더불어 한국을 대표하는 프로레슬링 단체이다. 가장 최근의 흥행은 2016년 10월 인천광역시 PLA 체육관에서 열린 하우스쇼 대회이다.
PLA는 2010년 6월 김두훈 선수가 시합이 없는 한국프로레슬링 협회에 회의를 느끼고 작은 음료회사를 스폰서로 끌어들여 만든뒤 가장 친했던 동료선수인
포장마차 유동원 선수를 포섭하여 같은해 7월에 코엑스에서 첫시합을 하게 되면서 지금까지 이어온다.
김두훈 선수와 유동원 선수 두 사람 모두 한국 프로레슬링에서 이변을 가져다줄만한 몸놀림으로 2009년 신한국 프로레슬링에서
팬들에게 신선한 인상을 준 선수들이다. 그들은 시합이 없는 프로레슬링 협회 선수들에 비해 더 많은 경험을 쌓으면서 프로레슬러로서의 여러 가지 조건에서
커다란 발전을 얻게된다.
PLA는 이런것을 깨닫고 시합할 기회가 된다면 어디서든지 마다않고 하겠다는 열정을 가진 단체라고 볼 수 있겠다.
엔터테인먼트 요소도 포함한 단체라서 경기에서 코믹한 모습이나 멋있는 모습들을 많이 보여줘서 호평을 받고있는 중.
단체명 이니셜에는 레슬링이란 뜻의 W가 없는데 그것은 한국의 다른 단체들과 차별성을 표현한다.
2011.07.17일 시합에서 새로운 뉴페이스를 선보이기도 하였고 멋진 세그먼트까지 보여주어
남녀노소가 즐길 수 있는 프로레슬링임을 알리는 동시에 다른단체와의 차별화를 완벽하게 보여주었다.
이후 경인아라뱃길, 월미도 문화의 거리, 자유공원 등지에서 다수의 이벤트를 개최하였다.
김두훈, 시호, 구스타프, 불사조, 젠트라, 진개성, 호모 사피엔스, 오! 데스티니, 뽀리맨, 바디 크러셔, 김콘, 케빈 스나이퍼 등의 로스터가 있다.